# Щелкун Рейттера
Щелкун Рейттера (лат. Agriotes reitteri) — вид щелкунов из подсемейства Agrypninae.

## Распространение
Этот вид эндемичен для Кавказа. В частности встречается в Западном Предкавказье.

## Описание

### Проволочники
Проволочник длиной до 15 мм.
Тергиты с густой сетью глубоких продольных морщинок, матовые, без пунктировки. Дыхальцевидные ямки каудального сегмента внутрь кончики сужены. Вершинный шип каудального сегмента хорошо развит и заострён. Продольные бороздки отчётливые, длинные, доходят почти до половины длины сегмента. Мандибулы перед вершиной на внутренней стороне заметно вздуты.

## Экология
Проволочники живут в почве среди кустарниковой растительности и на пахотных угодьях. Вредят сельскохозяйственным культурам.